# Георги II Дука
Георги II Дука (на румънски: Gheorghe Duca) е княз на Влашко от ноември/декември 1674 до ноември 1678 г. и три пъти владетел на Молдова – от септември 1665 до май 1666, от ноември 1668 до 20 август 1672 и от ноември 1678 до януари 1684 г.

## Живот
По произход Дука е грък, но израства в дома на молдовския княз Василий Лупу.
За първи път става войвода на Молдова след смъртта на Евстатий Дабижа през септември 1665 г., но се задържа на власт по-малко от година. През 1668 г. след управлението на Илиас Александър с много усилия и подкупи успява да си върне трона. По това време Молдова е васално на Османската империя княжество и избирането за княз, както и задържането във властта става с цената на големи парични суми, изплащани на високопоставени лица в Цариград. Така Дука задлъжнява сериозно и за да си възстанови изразходваните средства, облага поданиците си с нови данъци. През октомври 1671 г. в страната започва въстание, което на следващата година е потушено с помощта на турска войска и на наемници кримски татари. Георги Дука е свален от трона и на негово място за кратко се сменят Стефан Петричейку, Думитрашку Кантакузино и Антоние Русет докато през ноември 1678 г. Дука успява да отстрани конкурентите си и се връща на власт.
През 1681 г., след приключилата Руско-турска война, Георги Дука получава титлата хетман (предводител) на Украйна. През април 1683 г. османците го изпращат с мисия във Виена (преди битката при Виена), като отсъствието му от страната е използвано от враговете му, за да изберат на негово място за княз за пореден път Стефан Петричейку. При завръщането си в Молдова на 25 декември 1683 г. Дука е заловен и екстрадиран в Полша, където и умира в заточение през 1685 г. Тялото му е пренесено в Молдова и погребано в манастира Читъцуя в Яш.

## Семейство
Георги Дука има брак с Анастасия Дабижа, дъщеря на княз Евстатий Дабижа. Техният син Константин Дука става княз на Молдова през 1693 г.